# Тырговиштское четвероевангелие
«Тырго́виштское четвероева́нгелие» (Вала́шское четвероевангелие) — первое печатное кириллическое Евангелие. Издано в 1512 году на церковнославянском языке среднеболгарского извода в типографии иеромонаха Макария, предположительно, в столице Валахии Тырговиште. Введено в научный оборот в 1813 году.
Книга содержит четыре Евангелия, предваряемые оглавлениями и предисловиями. Текст снабжён литургической разметкой — пометами и указаниями, необходимыми при использовании книги в богослужении. В конце помещены справочные материалы и послесловие-колофон. Палеотип отличается качественной печатью в чёрной и красной красках. Хотя иллюстраций в книге нет, она богато украшена узорными заставками и буквицами.
Тырговиштское четвероевангелие является ценным источником для научных исследований и библиографической редкостью: в музеях и библиотеках хранится не более 30 экземпляров и фрагментов.

## Описание
Тырговиштское четвероевангелие — старопечатное издание, богослужебная книга: напрестольное Евангелие, напечатанное кириллическим алфавитом на церковнославянском языке среднеболгарского извода в орфографических нормах Тырновской книжной школы. В послесловии-колофоне издания содержится запись:

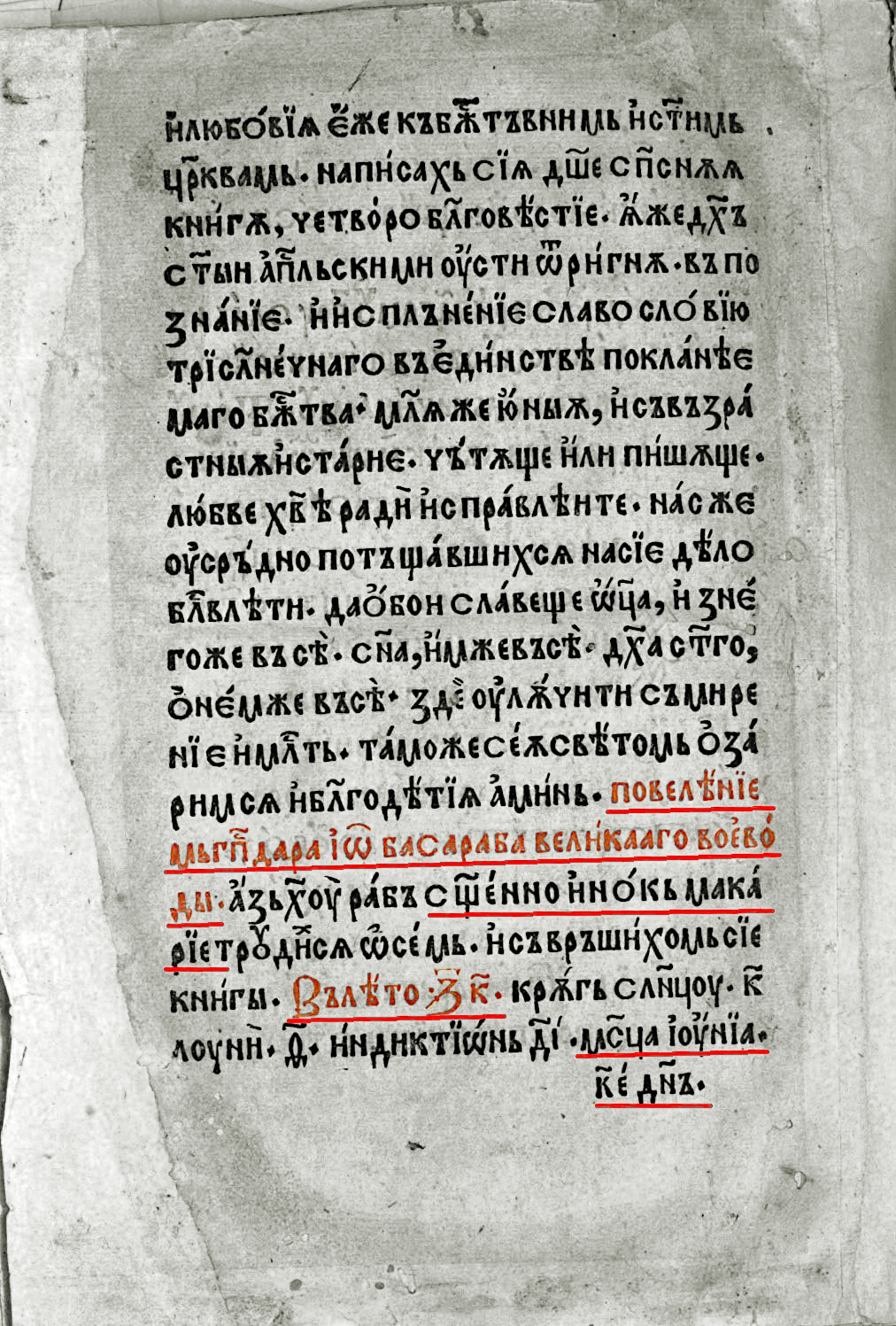
Последняя страница: окончание послесловия с колофоном (подчёркнут)

Повелѣнїемъ гп҃дара Іѡ꙯ Басараба великааго воеводы азъ х҃ѹ рабъ сщ҃енноинокъ макарїе трᲈдихсѧ ѡ семъ и съвършихомъ сїе книгъі вълѣто ꙁ҃к҃ крѧгъ сл҃нцѹ к҃ лѹни ѳ҃ индиктїѡнъ д҃і мс҃ца іѹнїа к҃е дн҃ъ.
На основании колофона установлено, что палеотип по распоряжению и за счёт валашского господаря Нягое Басараба напечатал иеромонах Макарий; работа была завершена 25 июня 1512 года (во многих источниках указывается дата 26 июля).

### Печать и оформление
Евангелие напечатано ин-кварто на итальянской бумаге, произведённой в разных местах, в том числе в Неаполе. Один экземпляр персонально для Нягое Басараба был напечатан на пергаменте. Разные экземпляры книги отличаются по размерам. Книга содержит 293 (или 290) листа (580 страниц) и собрана из 37 тетрадей по 8 листов (за исключением 1-й тетради, состоящей из 6 листов, 30-й тетради, содержащей 9 листов, и 37-й тетради, в которой лишь 4 листа). Дополнительный лист в 30-й тетради, видимо, был пропущен при печати, позднее допечатан одной краской и вклеен. Титульного листа нет. Набор в 20 строк, размер шрифта 95 мм на 10 строк, размер полосы 19×12 см. Печать двухкрасочная, чёрная с киноварью, при этом первым проходом печатался красный цвет. Нумерация листов (фолиация) отсутствует, сигнатуры кириллицей помещены внизу посередине на первой и последней странице каждой тетради, кроме первой и последней тетрадей.
Для печати использовался качественный металлический шрифт, обеспечивший чёткость и ровность строк во всех изданиях валашской типографии. Книга украшена заставками в виде традиционного балканского плетёного орнамента и крупными орнаментированными инициалами. На больших заставках изображён плетёный из ремней крест над большим квадратным орнаментом, украшенным акротериями. У заставок к Евангелиям от Матфея и Луки в основе орнамента лежат прямой и диагональный кресты, перевитые плетёнкой, на их пересечении в центре изображён ворон с крестом в клюве — символ Валахии. На заставках к Евангелиям от Марка и Иоанна в середине орнамента на широком овальном белом поле помещено другое изображение угровлахийского герба: ворон с расправленными крыльями, смотрящий назад и в клюве держащий крест, и две ветки с листьями слева и справа от него. Имеются также девять малых заставок двух видов, так же с крестами и акротериями, они размещены перед предисловиями и оглавлениями к каждому из Евангелий и в начале раздела приложений. Все заставки вырезаны на дереве очень чисто и красиво. Одна из четырёх досок ранее использовалась при печати заставок в Октоихе 1510 года, остальные изготовлены специально. 388 отпечатков инициалов, или буквиц, сделаны с 23 досок. Инициалы выполнены высотой от 40 до 70 мм, большая часть из них оформлена балканской плетёнкой. Иллюстраций в книге нет.
Русский библиограф и хранитель отдела славянских старопечатных книг Румянцевского музея А. Е. Викторов полагал это Евангелие «самым изящным из всех славянских и угровлахских изданий по объёму букв, орнаменту и точности печати». Учёные характеризуют его как выдающийся образчик болгарской печатной книги XVI века, «подлинное произведение искусства».

### Содержание книги
Каждое Евангелие в книге предваряется оглавлением и предисловием, отмеченными малыми заставками. В евангельском тексте киноварью впечатаны богослужебные указания, обозначающие начало и конец фрагментов для богослужебного чтения, — так называемая литургическая разметка. В конце книги помещены таблицы евангельских чтений по годичному кругу, по месяцам и по разным богослужебным поводам.
Детальное содержание книги с указанием листов (в скобках указано место начала собственно текста Евангелия):
- Евангелие от Матфея — листы 1–80 (тетрадь 2 л. 1)
- Евангелие от Марка — листы 80 об. — 130 об. (тетрадь 11 л. 7)
- Евангелие от Луки — листы 131–211 об. (тетрадь 18 л. 1)
- Евангелие от Иоанна — листы 212–272 об. (тетрадь 28 л. 2)
- Годичный круг чтения Евангелия Сказанїе еже на въсакь день — листы 273–279
- Месяцеслов Съборникь в҃імь месꙗцемъ — листы 279 об. — 288 об.
- Указатель чтений — листы 288 об. — 289 об.
- Послесловие — лист 290 (с оборотом).

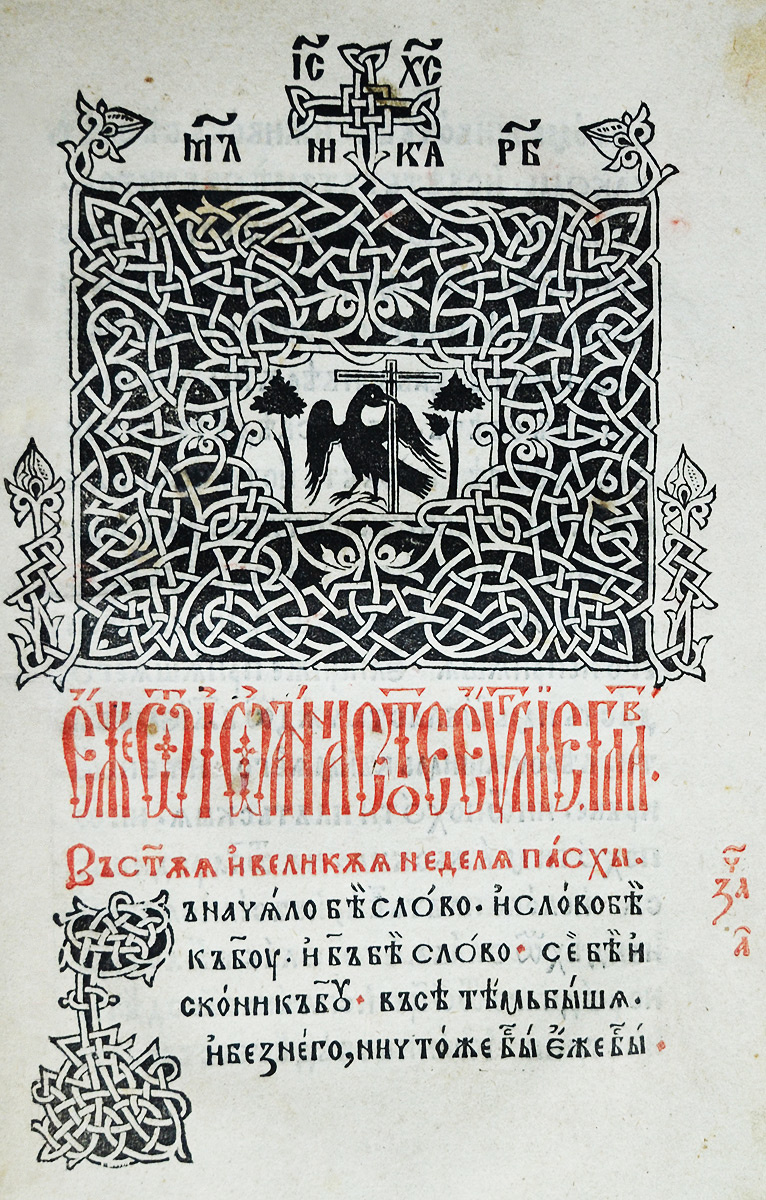
Начальная страница Евангелия от Иоанна (экз. РНБ, Санкт-Петербург)

## Исторические сведения
Книги, напечатанные славянским алфавитом, появились вскоре после изобретения Гутенбергом печатного станка. Первая такая книга в 1483 году была напечатана глаголическим алфавитом. Однако глаголица использовалась на ограниченной территории и не заняла столь же важного места, как гораздо более распространённая кириллица. Первым издателем, начавшим печатать книги кириллицей, был Ш. Фиоль в Кракове, а первой такой книгой стал «Октоих» («Осмогласник»), увидевший свет в 1491 году (хотя некоторые авторы полагают, что раньше в том же году Фиоль напечатал книгу «Триодь постная»). В славянской типографии Фиоля напечатаны всего четыре книги.
У южных славян начало кирилловского книгопечатания связано с типографией в Цетине, организованной правителями Зеты — княжества на территории современной Черногории — Иваном I Черноевичем и его сыном Георгием IV. Цетинская типография издала в период с января 1494 по декабрь 1496 года 4 книги на сербском изводе церковнославянского языка, первым стал «Цетинский осмогласник». «Техническим руководителем» типографии был иеромонах Макарий, чьё имя зафиксировано в послесловиях к книгам.
Следующее кирилловское печатное издание появилось в Валахии: по инициативе господаря Раду Великого была организована типография, печатником в которой был священноинок Макарий. Раду Великий умер раньше, чем была напечатана первая книга — «Служебник» 1508 года, ставший первым печатным изданием на болгарском языке. Затем в 1510 году валашская типография издала «Октоих» и, наконец, в 1512 году в правление Нягое Басараба вышло в свет Четвероевангелие. Нет никаких документальных свидетельств, что с тех пор типография издавала ещё какие-нибудь книги, после выхода Четвероевангелия в южнославянских землях книги вообще не печатали на протяжении более трёх десятилетий.
Таким образом, Тырговиштское четвероевангелие стало 11-м по счёту кириллическим печатным изданием в истории книгопечатания, первым Евангелием, напечатанным на кириллице и первым славянским печатным изданием текста из Нового Завета.
В литературе встречаются упоминания четвероевангелия, якобы выпущенного в типографии Черноевича и, следовательно, относящегося к последнему десятилетию XV века. Однако, по мнению Е. Л. Немировского, такое издание никогда не существовало: никто не видел хотя бы его фрагмента, а упоминания в литературе основаны на неверном истолковании послесловия к рукописному Евангелию 1548 года.
Четвероевангелие, изданное в 1512 году в Валахии, на несколько десятилетий стало образцом для печатных литургических книг на среднеболгарском и сербском языках. Печатники копировали текст и элементы оформления — заставки, орнаменты, инициалы. В качестве первого издания валашское Четвероевангелие традиционно используется в библиографических и текстологических научных исследованиях, где служит опорой для сравнения. Само Евангелие также оставляет нерешёнными ряд вопросов, вызывающих интерес исследователей.
Тырговиштское четвероевангелие впервые описал в 1793 году чешский филолог Й. Добровский, который идентифицировал экземпляр, принадлежавший библиотеке Московской духовной типографии, во время поездки в Россию в поисках рукописей, похищенных шведами в Праге в ходе Тридцатилетней войны. И. Грисбах включил его заметки в критическое издание греческого Нового завета 1796 года, а сам Добровский упомянул найденный им экземпляр лишь в 1822 году в старославянской грамматике. В научный оборот палеотип введён в 1813 году: в 1-й части книги «Опыт российской библиографии» известный библиограф В. С. Сопиков описал тот же экземпляр и привёл текст послесловия.

### Место издания
Как и в других изданиях валашской типографии, в отличие от цетинской, место печатания в книге не обозначено, указано лишь, что издана она по повелению великого воеводы Иоана Басараба, господаря всех земель Угровлахийских и Подунайских. В старых описаниях книги место её издания так и указывали: «в Угровлахии». Предположение, что типография, возможно, находилась в Тырговиште — столице Валахии, — сделал И. П. Каратаев. Румынский историк литературы П. Панаитеску в этом обоснованно сомневался, ведь при Раду Великом город Тырговиште не был единственной столицей, резиденция господаря размещалась также в Бухаресте. Преемники Раду на троне Валахии тоже жили попеременно в этих двух городах. Известно, что книгоиздательская деятельность на славянских землях в XVI веке была сконцентрирована в монастырях, поэтому румынские ученые предполагали, что типография могла находиться в одном из крупных монастырей, таких как Говора, Бистрица в Олтении, Снагов близ Бухареста или Негру-Вода в Кымпулунге. Наиболее популярна версия, что она располагалась в монастыре Дялу недалеко от Тырговиште. Однако никаких подтверждений всем этим предположениям нет. Настоящее место происхождения Тырговиштского четвероевангелия не установлено.

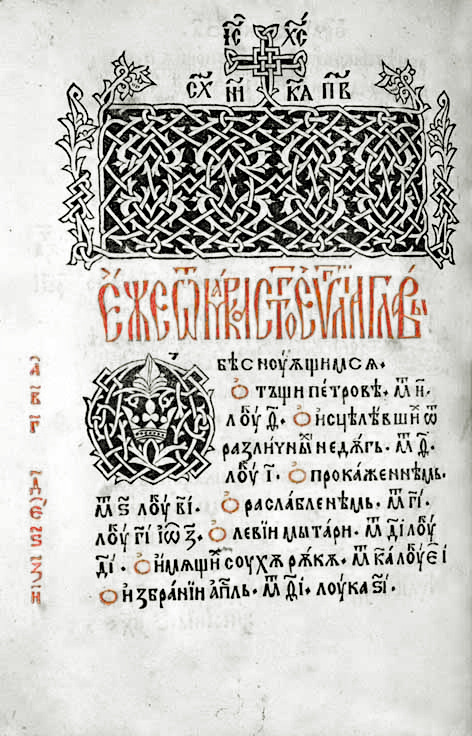
Начальная страница указателя к Евангелию от Марка (экз. РГБ, Москва)

### Личность печатника
Печатник, работавший над Четвероевангелием и двумя предшествующими изданиями валашской книгопечатни, оставил о себе сведения в послесловиях книг:
смѣренїи мних и с[вѧ]щенникъ макарїе (в Служебнике), х[рист]ꙋ (х҃[рист]ѹ) рабъ с[вѧ]щенноинокъ макарїе (в Октоихе и Четвероевангелии). Записи свидетельствуют, что печатником был иеромонах по имени Макарий. На основании текстологических исследований Д. Иванова утверждает, что подготовкой текста книги занимался образованный человек, хорошо знавший литературные и книгоиздательские традиции своего времени. В остальном, по словам П. Шафарика, его жизнь и деятельность «таятся в непроницаемой темноте».
Существуют разные гипотезы о личности и судьбе монаха Макария, создавшего Тырговиштское четвероевангелие, ни одна из которых не получила решающего перевеса в научной полемике. Археограф К. Ф. Калайдович был первым, кто предположил, что печатник Макарий из Цетине и угровлашский Макарий — одно лицо. Такого же мнения придерживались П. И. Кёппен, П. Шафарик, а историк И. Руварац попытался объяснить, каким образом черногорский Макарий мог оказаться в Валахии. Объяснения Рувараца оспорил, в том числе в полемике с Э. Пико, славист В. Ягич, утверждавший, что черногорский и угровлашский Макарий не могут быть одним лицом, а имеет место случайное совпадение имён. Позиция Ягича основывалась на серьёзных технических и художественных различиях изданий, выпущенных черногорской типографией, по сравнению с угровлашскими. Тем не менее, вплоть до середины XX века большинство специалистов склонялись к тому, что в черногорской и валашской типографиях работал один и тот же печатник. Впоследствии позиции учёных вновь разделились, отчасти на основе национальных амбиций: так, Л. Стоянович утверждал, и с ним согласны сербские учёные, что «Макарий вне всякого сомнения был сербом», а П. Атанасов возражает, что валашские книги напечатаны на среднеболгарском языке, грамматика и оформление опираются на традиции болгарской Тырновской книжной школы, поэтому болгарские специалисты настаивают на болгарской идентичности валашского Макария.
Е. Л. Немировский, оценивая аргументы «за» и «против» тождественности Макариев, сравнивает разные книги двух типографий и приводит такие соображения, как сходства и различия в содержании книг, наличии или отсутствии предисловий и послесловий, их текстах, правописании; типе и технических особенностях шрифтов, выключке; сюжетах гравюр и их художественном и техническом исполнении. В итоге автор отмечает, что «руководствуясь лишь источниками, известными нам сегодня, окончательно решить этот вопрос невозможно».
Дальнейшая судьба Макария тоже достоверно не известна. Сербские учёные единодушно поддерживают предположение, что именно он был архимандритом и настоятелем монастыря Хиландар на Афоне в 1525–1533 годах и что, возможно, он был автором географического очерка «Тлкованије о земљах Дакијских» (между 1526 и 1528 годами), а также собственноручно изготовил деревянную резную икону, которая использовалась для ксилографии, а ныне хранится в Хиландаре. Румынские исследователи склоняются к версии, что Макарий-печатник — никто иной, как угровлашский митрополит Макарий II, возглавлявший митрополию в 1512–1521 годах. Реальных оснований ни одно из этих предположений под собой не имеет.

### Прототипы и последователи
Оригинальное в деталях, оформление Тырговиштского четвероевангелия в первую очередь опирается на образцы рукописных книг. Композиция начальных листов каждого из четырёх Евангелий, где преобладают декоративные элементы (заставка и орнаментированный инициал), а тексту отведено второстепенное место, отражает традицию, восходящую к византийским рукописям XI—XIII веков. Прототипы для заставок специалисты находят в традиционном балканском орнаменте, которым украшены южнославянские рукописные книги. В числе прототипов для большой заставки из Октоиха называют также печатную «Псалтырь», изданную в 1495 году в Цетине. И. П. Каратаев ошибочно полагал, что Макарий печатал свою книгу по образцу Бегнеровского (Брашовского) четвероевангелия конца XV — начала XVI веков, но когда был найден экземпляр этой книги с сохранившимся колофоном и установлена дата издания — 13 октября 1562 года, — стало очевидно, что, наоборот, четвероевангелие Бегнера печаталось по образцу Тырговиштского.
Текст, структура и оформление Четвероевангелия 1512 года воспроизведены в евангелиях, изданных в последующие годы. Некоторые элементы скопированы полностью, некоторые изменены печатниками, но их исполнение часто заметно хуже «оригинала». По образцу Тырговиштского напечатаны четвероевангелия: Руянское (1537, монастырь Руян, печатник Феодосий), Филиппа Молдаванина (1546, Сибиу), Белградское (1552, Алба-Юлия, печатник Мардарий), евангелие монастыря Мркшина Црква (1562, Косьерич, типограф Мардарий), церковнославянское евангелие дьякона Кореси и дьяка Тудора (1562, Брашов, типография Г. Бегнера). Линия Тырговиштского четвероевангелия продолжилась «во втором поколении» в двух других церковнославянских тетраевангелиях дьякона Кореси (1579 и 1583 годы, Себеш или Брашов), ещё одном белградском издании (1579, Алба-Юлия, дьяк Лоринц) и двух изданиях монаха Лаврентия (1582 и после 1582-го, Бухарест). Дьякон Кореси заимствовал заставки Четвероевангелия для своего первого издания — Октоиха 1557 года, элементы оформления воспроизведены в рукописном Евангелии-апракосе Луки Кипрского (1594—1596), орнаменты из тырговиштского издания стали прообразом виньеток более поздних украинских и белорусских евангелий.
Источником текста для первого печатного кириллического тетраевангелия могли быть только рукописные экземпляры на церковнославянском (болгарском) языке. Каждая из рукописей отличалась от других: переписчики не только допускали ошибки, но и стремились в ходе работы исправлять обнаруженные ими ошибки предшественников, иногда используя для этого текст на исходном языке, в данном случае греческом. Текстологическое исследование разночтений и лингвистических особенностей позволяет установить связи между историческими текстами и переводами. Исследования показывают, что в основе старопечатных евангелий среднеболгарского и сербского изводов («семьи Евангелия 1512») лежит вторая афонская редакция (В) евангельского текста, к которой принадлежит, в частности, рукописная Геннадиевская Библия. При этом имеющиеся отличия от стабильного текста афонской редакции указывают на возможное использование дополнительно одного из вариантов Древнего текста. Сравнивая Четвероевангелие с известными среднеболгарскими, старосербскими и старорусскими рукописными памятниками, Д. Иванова даёт такую оценку отклонениям от предшествующих текстов:

…примеры демонстрируют, что составитель Тырговиштского четвероевангелия пользовался не только славянскими текстами, но также располагал для сверки и греческими источниками, и вносимые изменения в большинстве случаев не были произвольными, а соответствовали греческим оригиналам. В других случаях изменения допускались, чтобы внести [в текст] смысловой акцент.
Оригинальный текст (болг.)...примери показват, че съставителят на Търг[овищкото четириевангелие] не е използвал само славянски текстове, а е имал на разположение и гръцки източници за сверяване и промените, които е допускал в повечето случаи, не са били произволни, а в съответствие с гръцките оригинали. В други случаи промените са допуснати, за да се внесе смислов акцент.

Болгарская исследовательница также отмечает, что в поисках новых переводческих решений издатель отступал от пословного перевода с греческого, типичного для старых рукописей, ради характерного для болгарского языка построения фраз, а в части языковых и правописных черт следовал традициям среднеболгарских рукописей.
Первое печатное четвероевангелие 1512 года оказало исключительно важное воздействие на все последующие издания церковнославянских евангелий. А. А. Алексеев отмечает, что «с началом книгопечатания в XVI веке… закончилось развитие славянского евангельского текста». Влияние правок, внесённых в славянский перевод евангелий валашским книжником, прослеживается не только в болгарских и сербских изданиях, но и в Острожской и Елизаветинской Библиях.

## Экземпляры
В инвентаре Немировского обозначены 21 экземпляр палеотипа (полный или неполный) и 2 фрагмента. Румынские исследователи А. Эшану и В. Эшану приводят список из 27 идентифицированных экземпляров, один из которых погиб во время Второй мировой войны, и трёх фрагментов, один из которых, судя по всему, является частью экземпляра, принадлежащего монастырю Святого Петра. Кроме того, авторы перечисляют пять упомянутых в литературе экземпляров, существование которых сомнительно или местонахождение неизвестно.
| Список известных экземпляров издания                                     | Список известных экземпляров издания      | Список известных экземпляров издания                         | Список известных экземпляров издания | Список известных экземпляров издания |
| ------------------------------------------------------------------------ | ----------------------------------------- | ------------------------------------------------------------ | --- | --- |
| Значком 👁 в таблице отмечены экземпляры, доступные для онлайн-просмотра. |                                           |                                                              | | |
| Страна                                                                   | Город                                     | Учреждение                                                   | Полнота | Дополнительные сведения |
| Болгария                                                                 | София                                     | Национальная библиотека Святых Кирилла и Мефодия             | Отсутствуют листы 288, 289 | |
| Болгария                                                                 | София                                     | Национальная библиотека Святых Кирилла и Мефодия             | 129 листов | Два листа в тетради 2 напечатаны на пергаменте; на листе 59 печать только красным цветом, а чёрный текст вписан от руки. Экземпляр принадлежал одному из афонских монастырей. |
| Болгария                                                                 | София                                     | Национальная библиотека Святых Кирилла и Мефодия             | 217 листов | Обложка из дерева обита кожей. |
| Болгария                                                                 | София                                     | Национальная библиотека Святых Кирилла и Мефодия             | 265 листов | |
| Болгария                                                                 | Пловдив                                   | Библиотека имени Ивана Вазова                                | | Деревянная обложка обита кожей, набитый орнамент. Экземпляр поступил в библиотеку в 1892 году. |
| Болгария                                                                 | Рила                                      | Рильский монастырь                                           | | Обложка из дерева, обита синим бархатом. Экземпляр принадлежит монастырю с 1596 года. |
| Великобритания                                                           | Лондон                                    | Британская библиотека                                        | Листы 2–4, 7–290 | Картонная обложка XIX века. Этот экземпляр принадлежал Жану-Батисту Кольберу, а в 1728 году Ганс Слоан купил его во Франции у одного из наследников. |
| Венгрия                                                                  | Будапешт                                  | Венгерский национальный музей                                | | Экземпляр из коллекции Юлиу Тодореску |
| Греция                                                                   | Афон                                      | Монастырь Хиландар                                           | Отсутствуют 1–5-я тетради, а также отдельные страницы из других тетрадей                                                                               | 29,7×21 Обложка картонная. Экземпляр куплен монастырём в 1664 году. |
| Греция                                                                   | Афон                                      | Монастырь Хиландар                                           | 27×18,3 Кожаный переплёт XVII века с изображением четырёх евангелистов по углам и Тайной вечери в центре. Экземпляр пожертвован монастырю в 1689 году. | |
| Греция                                                                   | Афон                                      | Монастырь Святого Павла                                      | Отсутствуют листы 253–259, 289 | Экземпляр идентифицирован архимандритом Леонидом (Кавелиным) в 1875 году по фрагменту, находящемуся в Санкт-Петербурге, и записи о происхождении фрагмента. |
| Греция                                                                   | Афон                                      | Карье, архив администрации Афонского монашеского государства | | |
| Россия                                                                   | Москва                                    | Российская государственная библиотека                        | | 👁 26,2×18,5 Деревянная обложка с двумя серебряными застёжками, обтянутая зелёным бархатом, украшена серебряными накладками с гравированными изображениями евангелистов по углам и распятием в центре. Экземпляр приобретён в 1876–1878 годах в Одессе у старообрядца на личные средства Василия Дашкова и подарен библиотеке Румянцевского музея.                                                                    |
| Россия                                                                   | Москва                                    | Российская государственная библиотека                        | Отсутствуют листы 1–6, 12–13, 215, 271–272 | 27×19 Экземпляр библиотеки Московской духовной академии. Деревянная обложка. До середины XVII века находилась в Молдове, в библиотеке Московской духовной типографии описана в 1793 году. |
| Россия                                                                   | Москва                                    | Российская государственная библиотека                        | Листы 4–288 | 27×25 Экземпляр Общества истории и древностей. Деревянная обложка зелёного бархата с металлическими пряжками отреставрирована в XIX веке. |
| Россия                                                                   | Москва                                    | Российская государственная библиотека                        | Листы 274, 3–6, 2, 7–9, 12, 10, 11, 13–61, 63–214, 240–247, 236–273, 275–290                                                                           | 24,3×18,5 Деревянная обложка обшита кожей, пряжки латунные. Согласно экслибрису, экземпляр принадлежал издателю и коллекционеру С. Ф. Севастьянову, библиофилу П. В. Щапову, позже находился у А. И. Маркушевича, который в 1976 году передал свою коллекцию библиотеке. |
| Россия                                                                   | Москва                                    | Государственный исторический музей                           | | 28,5×20,4 Деревянная обложка обтянута кожей с набивным орнаментом, металлические пряжки. Экземпляр из библиотеки Ивана Царского, позже принадлежал Алексею Уварову, в музей попал в 1917 году. |
| Россия                                                                   | Санкт-Петербург                           | Российская национальная библиотека                           | Отсутствуют листы 23, 27 | 👁 28,7/28×21,5×9,3 Деревянная обложка обтянута кожей, украшена гравюрами XVI–XVII веков. Экземпляр приобретён для Императорской библиотеки в 1858 году в Румынии. |
| Россия                                                                   | Санкт-Петербург                           | Российская национальная библиотека                           | Фрагмент: листы 253–259, 289 | По всей видимости, фрагмент экземпляра, принадлежащего монастырю Святого Павла на Афоне. Был привезён в Россию епископом Порфирием (Успенским), посетившим Афон в 1840-х годах. |
| Румыния                                                                  | Бухарест                                  | Библиотека Румынской академии                                | Отсутствуют листы 3–4 в 37-й тетради, послесловие. | 👁 28×17 Кожаный переплёт. |
| Румыния                                                                  | Бухарест                                  | Библиотека Румынской академии                                | Фрагмент: лист 2 из тетради 5, лист 3 из тетради 37 | |
| Румыния                                                                  | Бухарест                                  | Национальный музей истории Румынии                           | Отсутствуют листы 289, 290 | Переплёт вишнёвого бархата с крестом по центру и золотыми пластинами с изображениями евангелистов по углам. Принадлежал монастырю Бистрица. |
| Румыния                                                                  | Бухарест                                  | Национальный музей искусств Румынии                          | | 28×20 Роскошный экземпляр предназначался персонально для Нягое Басараба. Напечатан на пергаменте с более широкими полями, чем другие экземпляры. Заставки и декоративные инициалы раскрашены вручную яркими красками и золотом, текст киноварью вручную ретуширован. Принадлежал монастырю Бистрица. |
| Сербия                                                                   | Белград                                   | Национальная библиотека Сербии                               | Отсутствуют листы 147–156 и конец книги | Экземпляр подарен библиотеке в 1869 году. Уничтожен в 1941 году при бомбёжке. |
| Сербия                                                                   | Белград                                   | Университетская библиотека «Светозар Маркович»               | 287 листов | 28×22 Обложка сильно повреждена. Принадлежал Хоповскому монастырю. Получен в дар от Гедеона Дунджерского. |
| Сербия                                                                   | Вршац                                     | Библиотека Банатской епархии                                 | 285 листов, отсутствуют по два листа в начале и в конце                                                                                                | Обложка деревянная, обтянута кожей с набивным орнаментом; изображения евангелистов по углам, на передней обложке распятие, на задней сцена Сошествия Святого Духа. Экземпляр принадлежал разным владельцам во Влахии, Банате и Румынии. |
| Сербия                                                                   | Нови-Сад                                  | Библиотека Бачской епархии                                   | Лист 2 заменён на рукописный | Экземпляр идентифицирован в 1959 году. |
| Сербия                                                                   | Сремски-Карловци                          | Архив Сербской академии наук и искусств                      | | Экземпляр библиотеки Патриархии. |
| Сербия                                                                   | Печ                                       | Печский Патриарший монастырь                                 | | Идентифицирован в 1994 году, находится на реставрации в Белграде. |
| Черногория                                                               | Цетине                                    | Народная библиотека                                          | Фрагмент: 1 лист с сигнатурой «5» | |
| Неподтверждённые экземпляры                                              |                                           |                                                              | | |
| Болгария                                                                 | Велико-Тырново                            | Велико-Тырново                                               | | Существование этого экземпляра предположил Ш. Годорогя, но, скорее всего, речь об экземпляре Пловдивской библиотеки. |
| Великобритания                                                           | Ливерпуль, Центральная библиотека         | Ливерпуль, Центральная библиотека                            | | По сведениям В. Кынды. |
| Германия                                                                 | Висбаден                                  | Висбаден                                                     | | В библиотеке Румынской академии в Бухаресте имеется четырёхтомная фотокопия, изготовленная лихтенштейнским издателем в Висбадене в 1968–1969 годах. |
| Россия                                                                   | Санкт-Петербург, Библиотека Академии наук | Санкт-Петербург, Библиотека Академии наук                    | | Из статьи Е. Л. Немировского: «Последнее из ранних валашских изданий — Четвероевангелие — я видел. Один из экземпляров мне показал московский библиофил Алексей Иванович Маркушевич… С книгой можно познакомиться и в Ленинграде — в Государственной публичной библиотеке им. М. Е. Салтыкова-Щедрина и в библиотеке Академии наук СССР». Скорее всего, этот экземпляр не существует, так как в инвентаре не указан. |
| Румыния                                                                  | Восточная Трансильвания                   | Восточная Трансильвания                                      | | В 1937–1938 годах идентифицирован один экземпляр на территории проживания секеев. |

## Факсимильные издания
- Das Tetraevangelium des Makarije aus dem Jahre 1512. Der erste kirchenslavische Evangelien-Druck. Faksimile-Ausgabe / Besorgt und eingeleitet von H. Miklas unter Mitwirkung von S. Godorogea und Ch. Hannick.. — Paderborn-München-Wien-Zürich: Ferdinand Schöningh, 1999. — (Biblia Slavica). — ISBN 978-3-506-71668-2. — чёрно-белое факсимильное издание на основе экземпляра, принадлежащего библиотеке имени Ивана Вазова в Пловдиве[6].
- Tetraevangheliarul lui Macarie 1512/2012. — Ediţie jubiliară. — Târgovişte: Arhiepiscopia Târgoviştei, Academia Română şi Biblioteca Academiei Române, 2012. — Vol. II. — ISBN 978-973-0-11156-9. — юбилейное факсимильное издание по экземпляру из библиотеки Румынской академии в Бухаресте[6].